# Capa de Dua
Capa de Dua es una capa de la córnea humana, que se propuso su existencia en un artículo científico en junio de 2013. Mide solo 15 micrómetros de espesor y está situado entre el estroma de la córnea y la membrana de Descemet y es la sexta capa descubierta de la córnea. A pesar de su delgadez, la capa es muy resistente e impermeable al aire. Es lo suficientemente resistente como para soportar hasta 2 bares (200 kPa) de presión.

## Descubrimiento oftalmológico
La existencia de la capa de Dua fue propuesta en 2013 por Harminder Dua de la Universidad de Nottingham.
Investigadores de la Universidad de Nottingham han descubierto una nueva capa corneal, fuerte y resistente situada entre la última fila de queratocitos del estroma corneal y la membrana de Descemet.
Este sorprendente hallazgo, que ha sido publicado en una famosa revista de Oftalmología., servirá de gran ayuda a los cirujanos para mejorar drásticamente los resultados en pacientes que se han sometido a trasplantes de córnea. La nueva capa recibe el nombre de DUA, en homenaje a su descubridor, el académico Harminder Dua.
«Con su presencia las operaciones de córnea serán más fáciles y seguras»
«Este es un descubrimiento muy importante que significará que los manuales de oftalmología deberán ser reescritos, literalmente. La identificación de este nueva capa distinta y profunda en el tejido de la córnea permite que aprovechemos su presencia para que las operaciones sean más fáciles y seguras para los pacientes», señala este profesor de Oftalmología y Ciencias Visuales.
La córnea humana es una lente protectora, responsable de dos terceras partes de la potencia total del ojo, a través de la cual los rayos de luz entran en el ojo. Los científicos siempre han señalado que la córnea tiene cinco capas o niveles: el epitelio corneal, la membrana de Bowman, el estroma corneal, la membrana de Descemet y el epitelio posterior o endotelio corneal. Ahora a estas cinco se le añade una sexta,la capa DUA
Causa de algunas enfermedades
«Desde un punto de vista clínico, hay muchas enfermedades que afectan a la parte posterior de la córnea, hecho que los médicos de todo el mundo ya están comenzando a relacionar con la presencia, ausencia o ruptura en esta capa», advierte Harminder Dua.
Puede estar relacionada con enfermedades como la hidropesía aguda
La capa Dua separa la última fila de queratocitos en la córnea y puede estar relacionada con enfermedades como la hidropesía aguda, Descematocele y distrofias pre-Descemet. Tiene un espesor de 15 micrones -la córnea completa tiene un espesor de 550 micrones o 0,5 mm- y es increíblemente dura y resistente como para poder resistir una presión de 200 kilopascales.
Para la realización de esta investigación, los científicos tuvieron en cuenta la existencia de esta nueva capa en la simulación de trasplantes corneales y de injertos humanos sobre los ojos donados para investigación, estos ojos procedían de un banco de ojos británico situado entre Bristol y Mánchester.